# Vickers Viscount
Vickers Viscount byl britský dopravní turbovrtulový letoun zkonstruovaný v druhé polovině 40. let 20. století. Představoval skutečný technický i ekonomický úspěch britského průmyslu. Celkem vzniklo 445 těchto strojů. Navíc se s ním podařilo proniknout i na trh civilních dopravních letounů v USA, který byl jinak téměř výhradní doménou domácích firem. Dále se jednalo o první civilní letoun poháněný turbovrtulovými motory.

## Vývoj

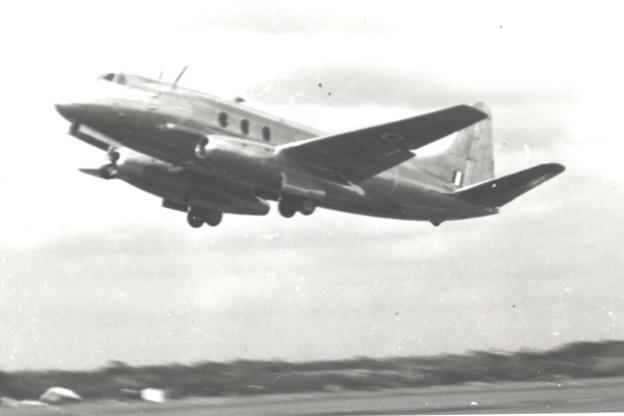
Type 663 Tay Viscount ve Farnborough v září 1950

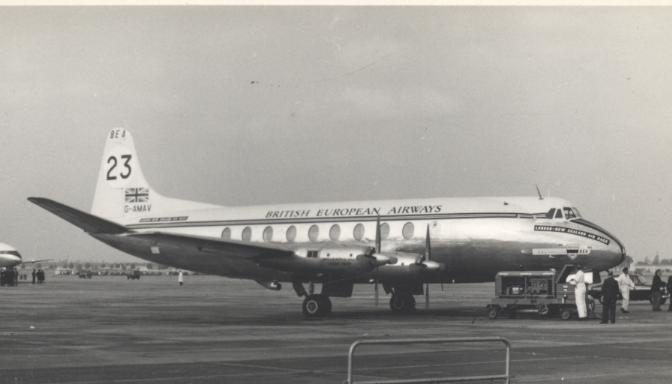
Prototyp Viscount 700 G-AMAV v Londýně, 8. října 1953

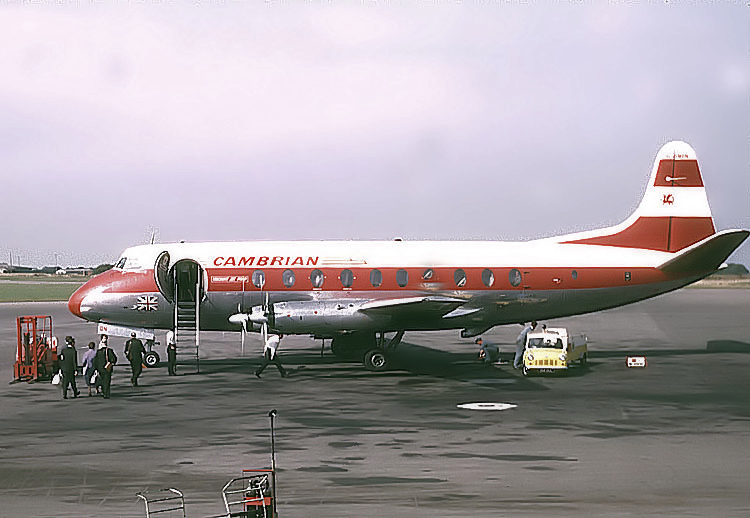
Vickers Viscount Model 701 společnosti Cambrian Airways na bristolském letišti, rok 1963

Počátky vzniku typu Vickers Viscount lze vystopovat až k jednání tzv. Brabazonova výboru ze dne 20. prosince 1944. Výsledkem jednání byla zadání IIB, požadující letoun určený pro krátké a střední tratě určený pro domácí a evropské letecké linky, schopný přepravovat 24 cestujících, poháněný turbovrtulovými motory (zadání IIB představovala alternativu k typu požadovanému pod označením IIA, stroje poháněného pístovými motory, na jejichž základě vznikl typ Airspeed AS.57 Ambassador).
Vývoj rozhodně nebyl přímočarý, měnily se technické požadavky, koncepce stroje i uvažované pohonné jednotky (nakonec byly vybrány poměrně konzervativně koncipované motory Rolls-Royce Dart s dvoustupňovým radiálním kompresorem). Prvním náznakem budoucího Viscountu byl projekt Vickers Type 453 (též Vickers VC-2, označení značilo druhý typ řady Vickers Commercial — prvním byl Vickers VC-1 Viking) z roku 1945, již od počátku navrhovaný pro pohon čtyřmi turbovrtulovými motory vyvíjenými firmou Rolls-Royce, budoucím typem Dart o výkonu 1130 hp (843 kW). Vývoj dále vedl přes projekt Type 609 (VC-2 Viceroy) se čtyřmi turbovrtulovými motory Armstrong Siddeley Mamba až k realizovanému projektu Type 630.
Dne 17. dubna 1946 Ministry of Supply (Ministerstvo dodávek) zadalo požadavky 8/46 na vývoj typu splňujícího požadavky letounu v kategorii Brabazon IIB. Vedle typu firmy Vickers byly takřka souběžně zahájeny práce na záložním typu u firmy Armstrong Whitworth, stroji AW-55 Apollo. Navrhovaný stroj měl nyní přepravovat až 32 cestujících (na základě požadavků společnosti BEA) v přetlakové a klimatizované kabině, konstruované pro rozdíl tlaků až 6 ½ psi (448 hPa), takže tlak na úrovni letové hladiny 2440 metrů by mohl být v kabině udržován až do výšek kolem 9000 m. V kabině cestujících neměla hladina hluku přesáhnout úroveň 60 dB. Po dalším upřesnění požadavků mezi Ministerstvem dodávek, aerolinkami BEA a Vickersem, byly práce na konstrukci zahájeny v prosinci 1946. Původně se zvažovala objednávka na stavbu čtyř prototypů. Později byla zredukována na dva. Vickers se nakonec rozhodl z vlastních prostředků financovat stavbu třetího. Alternativně se stále uvažovalo o turbovrtulových motorech Rolls-Royce Dart, Napier Naiad nebo Armstrong Siddeley Mamba, ovšem zákazník, tedy BEA (British European Airways), dlouho upřednostňovala použití čtyř motorů Rolls-Royce Merlin. Konstruktéři Vickersu se stále drželi původně navržených Dartů a jak se nakonec ukázalo, měli při této volbě velice šťastnou ruku. V srpnu 1947 MoS potvrdilo použití čtyř motorů Dart, ovšem na podzim BEA opět vznesla námitky vůči uvažovaným lopatkovým motorům. Vickers proto zpracoval srovnávací studii pro několik alternativních pohonných jednotek, včetně pohonu dvojicí pístových motorů Bristol Centaurus. Výsledkem by ale podle studie byl stroj nanejvýš srovnatelný s typem Ambassador. Použití Dartů by mj. přineslo i výhodu nižších nákladů za palivo. Letecký petrolej byl v té době výrazně levnější než vysokooktanový letecký benzín. Původně uvažované jméno Viceroy bylo změněno na Viscount. Indie totiž získala plnou nezávislost (s tím že i nadále zůstala součástí Britského společenství) a tak i zanikl titul vicekrále a bylo vhodné najít jiné jméno na místo zrušeného titulu. BEA mezitím na Ministry of Supply vyvíjela značný tlak se záměrem uvažovanou zakázku na 20 Viscountů převést na nákup 20 strojů Ambassador, který již byl zalétán (Ambassador se poprvé dostal do vzduchu 10. července 1947). Výsledkem nejisté zakázky od BEA a stálý tlak na změny vedl ke zpomalení prací na konstrukci i stavbě prototypů. Druhý byl ve stavbě výrazně pozdržen (byl dokončen jako Type 663) a třetí Type 640 s motory Naiad se nakonec nestavěl vůbec (části rozestavěných komponentů třetího prototypu bylo pak využito při výrobě Type 700, nesoucího civilní imatrikulaci G-AMAV, který dostal jméno Enterprise).

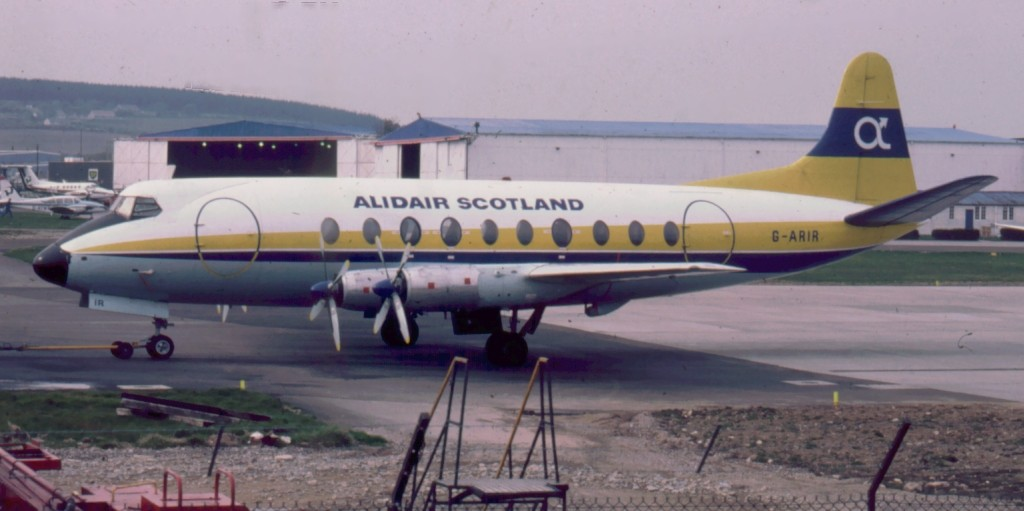
Vickers Viscount 700 na letišti Aberdeen, Skotsko, červen 1980

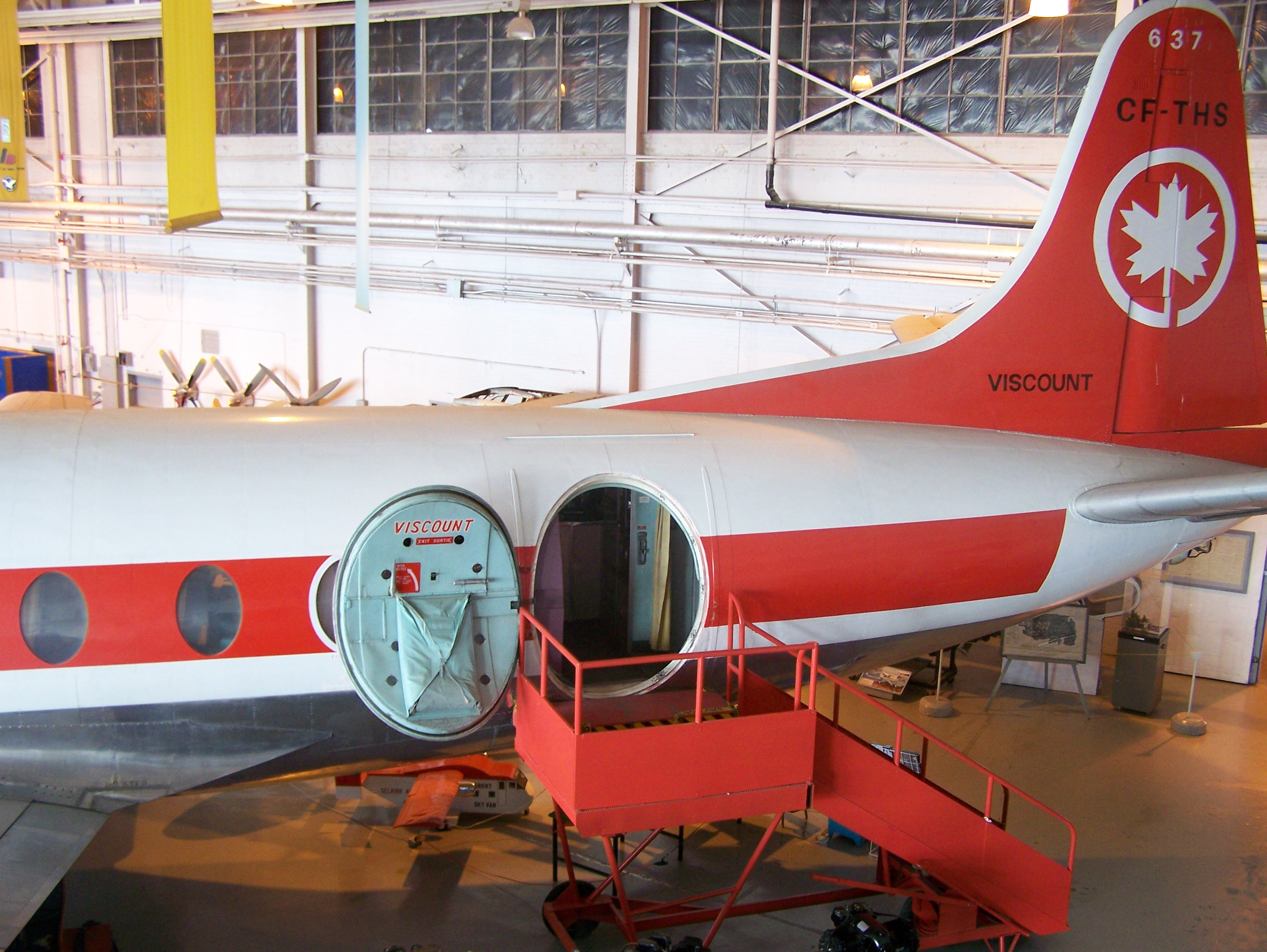
Ocas stroje Viscount 757 ve Western Canada Aviation Museum ve Winnipegu, Manitoba.

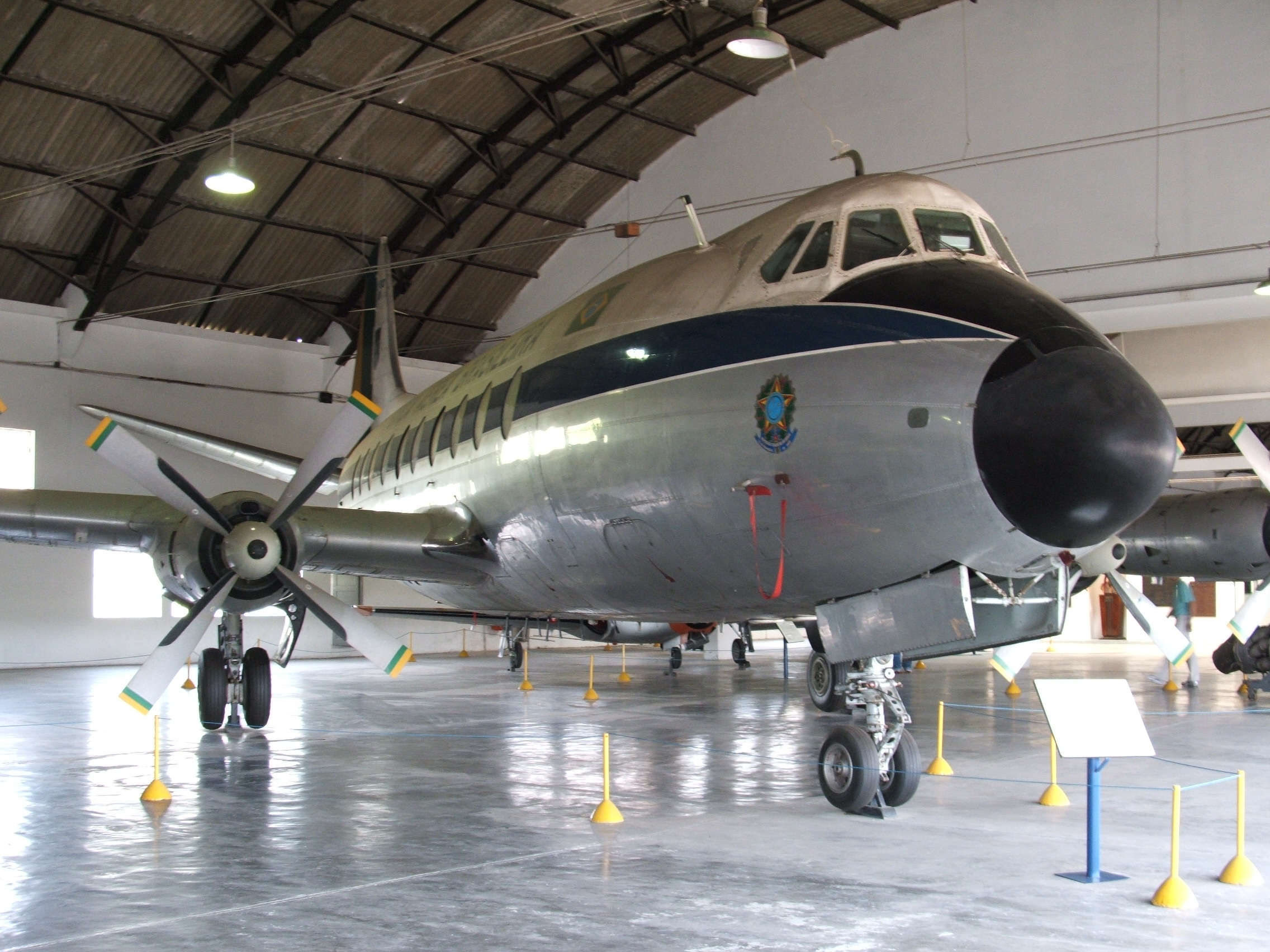
Viscount brazilského letectva, který byl používaný jako vládní letoun, muzeum v Rio de Janeiro

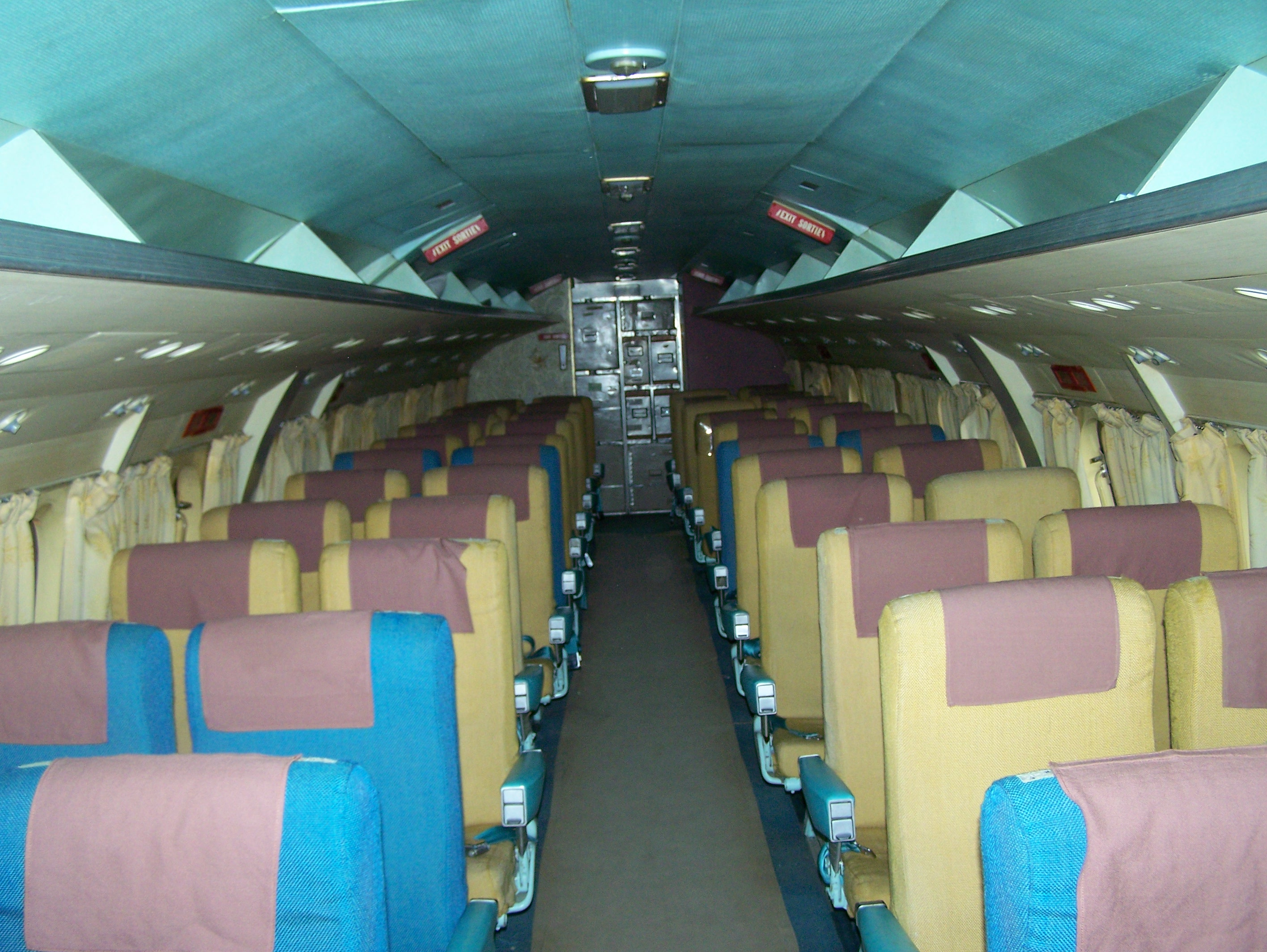
Interiér stroje Viscount 757 ve Winnipegu

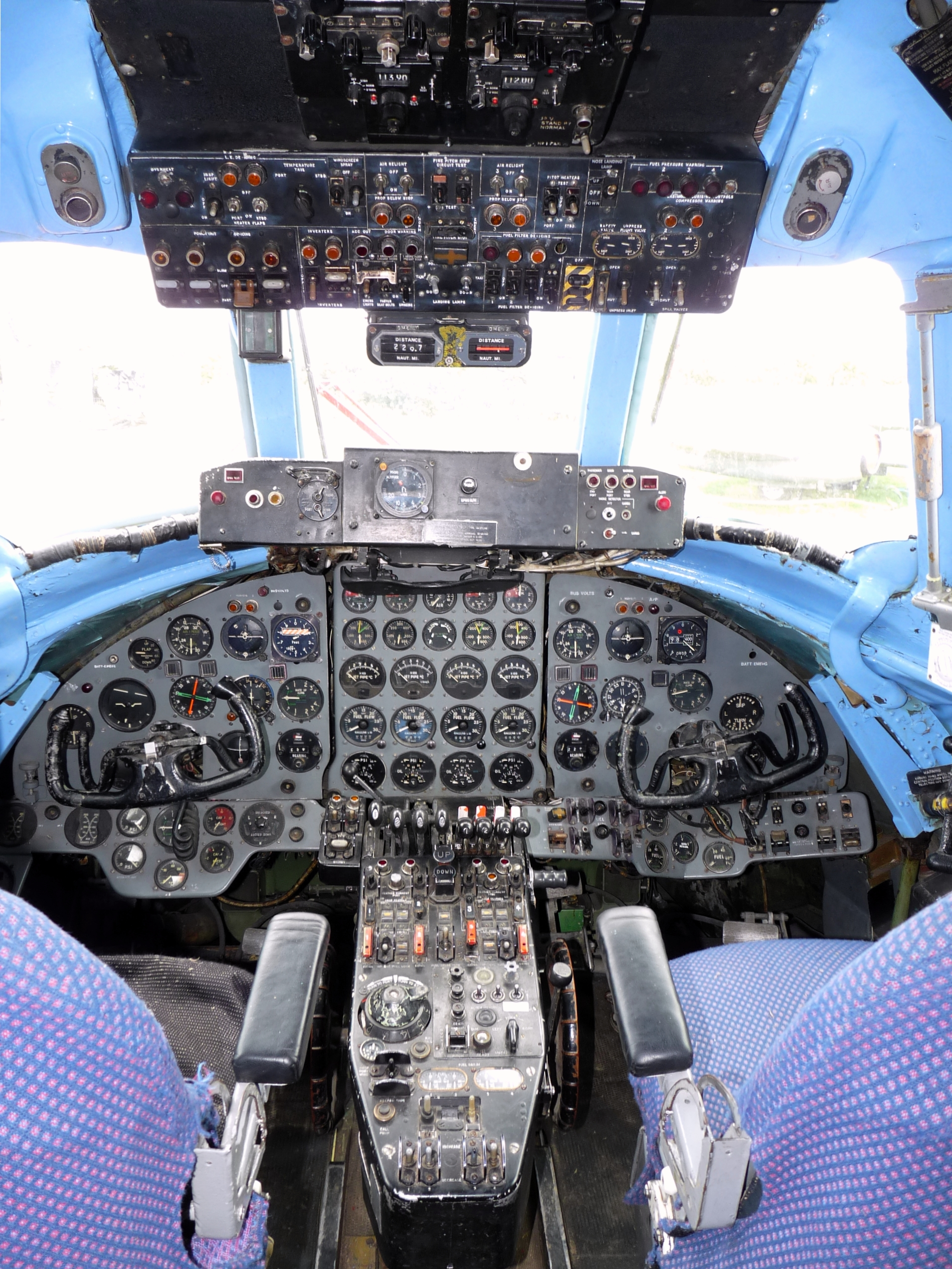
Kokpit Viscountu

První prototyp (Vickers Type 630, imatrikulovaný G-AHRF) poprvé vzlétl ke krátkému, jen desetiminutovému „skoku“ do vzduchu 16. července 1948. Za řízením byli Maurice „Mutt“ Summers a G. R. „Jock“ Bryce. Stroj byl poháněn motory Rolls-Royce Dart 502 o výkonu 1380 hp (1029 kW). Prototyp později nesl vojenské sériové číslo VX211. Díky úspěšnému zalétání byla 24. února 1949 zadána stavba přepracovaného stroje Vickers Type 700, který již měl představovat vzor pro sériové letouny (výše zmíněný G-AMAV, Enterprise) a který poprvé vlétl 28. srpna 1950.
Teprve úspěšné zalétání prototypu G-AHRF, spolu s jeho úspěšným pokusným nasazením, přesvědčilo BEA že nový stroj s turbovrtulovými motory bude dobrou náhradou za dosavadní stroje. Dne 3. srpna 1950 byla konečně podepsána zakázka na stavbu prvních 20 strojů pro BEA a později byla rozšířena na 27. Nakonec bylo dodáno 23 strojů Type 701 a 3 stroje Type 701C. Dostaly jména v tzv. „objevitelské třídě“ (Discovery), podle slavných mořeplavců, polárníků, cestovatelů, objevitelů a pod. Sériové stroje Type 701 pro BEA (jednotlivé verze, lišící se vybavením, motory aj. podle požadavků zákazníků, dostávaly přidělena samostatná čísla) měly pohánět motory Dart 505 o výkonu 1400 hp (1044 kW) na hřídeli, s přídavným tahem 360 lbf (1,601 kN) z výstupní trysky. Měly vzlétat při hmotnosti až 53 tisíc liber (24 040 kg). Ve skutečnosti začínaly se vzletovou hmotností 25 401 kg. Později bylo dovoleno zvýšení až na 25 854 kg. První sériový stroj (Type 701, G-ALWE, Discovery) byl zalétán 20. srpna 1952, 3. ledna 1953 byl předán BEA a 17. dubna 1953 typ získal certifikaci umožňující pravidelný provoz. Již následující den stroj G-AMNY zahájil pravidelný civilní letecký provoz s turbovrtulovým letounem - vzlétl na lince Londýn-Řím-Athény-Nikósie.
Objednávka od BEA znamenala průlom, záhy následovaly další letecké společnosti, první z nich byly podepsány v listopadu 1951. Irský Aer Lingus objednal čtyři stroje Vickers Type 707, Air France dvanáct kusů (Vickers Type 708), Trans-Australia Airlines (720 — tyto dostaly na první pohled nápadné ploché přídavné nádrže pod křídlo), Trans-Canada Airlines (724) a další.
Vznikala celá řada variant, lišící se jak vybavením podle přání zákazníka, tak i motory. Vedle Dartů 505 se dodávaly i výkonnější Darty 506 (do verze 744), od verze 745 se montovaly i Darty zcela nové typové řady R.Da.6 (prvním byl Dart 510 s ekvivalentním výkonem 1740 hp, tedy 1298 kW).
Další vývoj motorů Dart umožnil i vývoj konstrukce Viscountu. Vyšší výkon umožnil postupný nárůst užitečného nákladu, což nakonec vedlo k prodloužení stroje a zvýšení kapacity kabiny cestujících. Řada strojů 800 a 810 měla trup delší o 1168 mm, ale díky změnám vnitřní konstrukce (zejména posunutí zadní přetlakové přepážky dále vzad) bylo možné prodloužit kabinu cestujících oproti řadě 700 o 2819 mm. Vedle toho ovšem byla provedena řada dalších změn, především byl výrazně zesílena konstrukce draku i podvozku, protože značně vzrostla vzletová hmotnost Viscountu. Završením jeho vývoje byla řada 810 (posledními bylo šest kusů Type 843 pro čínskou CAAC), poháněných dále zdokonalenými motory Dart 525 či 530 o ekvivalentním výkonu 1990 hp (1484 kW). Vyšší výkon pohonných jednotek tak umožnil strojům zcela bezproblémový provoz i z výše položených letišť a též provoz za vysokých teplot v subtropickém a tropickém klimatickém pásmu.
Jednou z hlavních příčin úspěchu Viscountů byla i volba motorů Dart, výkonných a přitom úsporných a spolehlivých turbovrtulových pohonných jednotek se značnou životností, které se významnou měrou zasloužily o vynikající ekonomické parametry provozu. Cena kerosinu se tehdy pohybovala na úrovni necelých 58 % ceny benzínu, přitom galon vysokooktanového leteckého benzínu stál 2 šilinky a 5 pencí). Životnost a spolehlivost byla u Dartů pozoruhodná — v roce 1953, při zahájení provozu Viscountu na pravidelných linkách, měl 550 hodin provozu do revize, v roce 1955 to již bylo 1000 hodin, o další tři roky později se dostaly na 2000 hodin a v roce 1964 vyráběné motory dosahovaly dokonce 4600 hodin. To byla hodnota u pístových motorů nikdy nedosažená (v civilním provozu bylo u pístových motorů velice dobrou hodnotou 2000 hodin provozu do revize, typy Pratt & Whitney Double Wasp a Bristol Centaurus se v civilním provozu postupně dostaly až na 3000 hodin, což ovšem byl údaj jinak nevídaný).

## Varianty
Type 630
První prototyp s kratším trupem (74 ft 6 in (22,71 m), s kapacitou 32 cestujících a poháněný čtyřmi motory Rolls-Royce Dart R.Da Mk 501 o výkonu 1 380 ehp (1 032 kW).
Type 663
Druhý prototyp určený k testům proudového motoru Rolls-Royce Tay.
Type 640
Plánovaný třetí prototyp s motory Napier Naiad. Nevyroben, součásti použity na prototyp Type 700.
Type 700
První výrobní verze s motory o výkonu 1 381 hp (1 030 kW), vyrobeno 287 ks, přípona "D" byla použita u letounů s motory Dart 510 o výkonu 1 576 hp (1 175 kW).
Type 800
Vylepšená varianta strupem prodlouženým o 3 ft 10 in (1,2 m); 67 vyrobených.
Type 810
Vylepšená varianta s delším doletem a motory Dart 525 o výkonu 1 991 hp (1 485 kW); 84 vyrobených.

### Uživatelé
Stroje BEA (Type 701), třída Discovery
(Pořadí stroje, původní imatrikulace, jméno stroje u BEA)
- (4) G-ALWE, Discovery
- (5) G-ALWF, Sir John Franklin
- (6) G-AMNY, Sir Ernest Shackleton
- (7) G-AMOG, Robert Falcon Scott
- (9) G-AMOA, Sir George Vancouver
- (11) G-AMOB, William Baffin
- (13) G-AMOC, Richard Chancellor
- (15) G-AMOD, John Davis
- (17) G-AMOE, Sir Edward Parry
- (19) G-AMOF, Sir Martin Frobisher
- (20) G-AMNZ, James Cook
- (21) G-AMOH, Henry Hudson
- (22) G-AMOI, Sir Hugh Willoughby
- (23) G-AMOJ, Sir James Ross
- (24) G-AMOK, Sir Humphrey Gilbert
- (25) G-AMOL, David Livingstone
- (26) G-AMOM, James Bruce
- (27) G-AMON, Thomas Cavendish
- (28) G-AMOO, John Oxenham
- (29) G-AMOP, Mungo Park
- (61) G-ANHA, Anthony Jenkinson
- (62) G-ANHB, Sir Henry Stanley
- (63) G-ANHC, Sir Leopold McClintock
- (64) G-ANHD, William Dampier (Type 701C)
- (65) G-ANHE, Gino Watkins (Type 701C)
- (66) G-ANHF, Matthew Flinders (Type 701C)

## Technická data

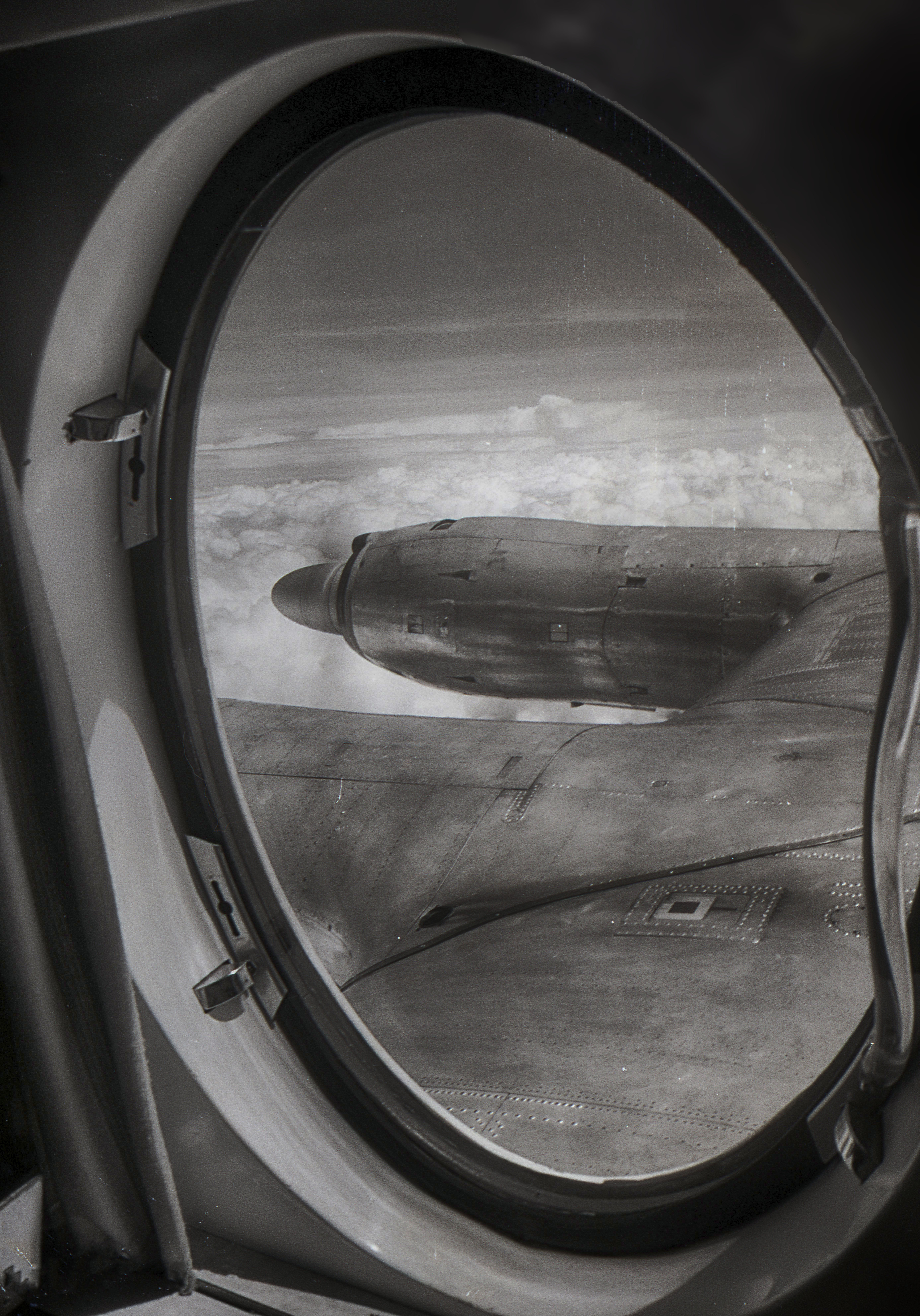
Velké oválné okno letounu Viscount, Air Zimbabwe, 1981

### Type 720
- Osádka: 3 (plus dva stevardi)
- Kapacita: 43 cestujících
- Rozpětí: 28,562 m
- Délka: 24,943 m
- Výška: 8,153 m
- Nosná plocha: 89,46 m²
- Hmotnost prázdného stroje: 17 399 kg
- Vzletová hmotnost: 29 256 kg
- Max. trvalá rychlost: 611 km/h v 6096 m
- Ekonomická cestovní rychlost: 510 km/h v 6401 m
- Dostup: 8352 m
- Dolet: 2784 km (při 510 km/h, s platícím zatížením 5261 kg)
- Pohonná jednotka: 4× turbovrtulový motor Rolls-Royce Dart 506
- Výkon motoru: 1740 ehp (ekvivalentní výkon 1298 kW)

### Type 810
- Osádka: 3 (plus 2 stewardi)
- Kapacita: 57 až 65 cestujících (podle provedení kabiny)
- Rozpětí: 28,562 m
- Délka: 26,111 m
- Výška: 8,153 m
- Nosná plocha: 89,46 m²
- Hmotnost prázdného stroje: 19 731 kg
- Vzletová hmotnost: 32 885 kg
- Max. trvalá rychlost: 574 km/h v 6096 m
- Ekonomická cestovní rychlost: 536 km/h v 7620 m
- Dostup: 8077 m
- Dolet: 2591 km
- Pohonná jednotka: 4× turbovrtulový motor Rolls-Royce Dart 525
- Výkon motoru: 1990 ehp (ekvivalentní výkon 1484 kW)